# Sedlečko (Vrchotovy Janovice)
Sedlečko je malá vesnice, část městyse Vrchotovy Janovice v okrese Benešov. Nachází se asi 4,5 km na severozápad od Vrchotových Janovic. V roce 2009 zde bylo evidováno 17 adres. Sedlečko leží v katastrálním území Šebáňovice o výměře 3,73 km².

## Historie
První písemná zmínka o vesnici pochází z roku 1386.